# Савак
Савак, также Сабак и Тасиак (IV век до н. э.) — персидский сатрап Египта.

## Биография
В IV веке до н. э. ситуация в Египте была крайне нестабильной. В 342 году до н. э. Артаксеркс III захватил Египет, который за 60 лет до этого смог свергнуть власть персидских царей. Сатрапом области он назначил Ферендата. Однако его положение было весьма непрочным. Предположительно, в 338 году до н. э., после смерти Артаксеркса III, Египет вновь обрёл независимость. Новым царём стал некий Хабабаш, предположительно, нубийский аристократ из Южного Египта. Дарий III после воцарения в 336 году до н. э. вернул себе власть над провинцией. Новым сатрапом Египта стал Савак.
Вскоре после поражения малоазийских сатрапов в битве при Гранике, состоявшейся в мае 334 года до н. э., Савак выступил с войском из Египта для того, чтобы соединиться с армией Дария III. В разгар битвы при Иссе, произошедшей в ноябре 333 года до н. э., Александр Македонский вместе с отрядом приближенных после упорного продвижения через ряды противников оказался в непосредственной близости от Дария. Того защищали самые знатные персы, среди которых был и наместник Египта. В последующем столкновении Савак был убит. Как пишет Квинт Курций Руф, «вокруг колесницы Дария лежали его самые славные полководцы, почетно погибшие на глазах своего царя, все они лежали ничком, так как пали, сражаясь и получив раны в грудь». Сам же Дарий оставил поле боя.
Новым правителем Египта стал Мазак. Но из-за того, что с Саваком в Сирию ушли многие персидские воины, у Мазака не хватало сил, достаточных для организации успешного сопротивления македонянам. Также за те несколько лет, в течение которых Савак руководил Египтом, он не смог привести в порядок оборонительные сооружения, которые были повреждены в ходе предшествующих боевых действий. Поэтому Египет в 332 году до н. э. достался Александру без боя.